# Black Peak
Black Peak (en lengua española es Pico Black o Pico Negro) es un estratovolcán altamente erosionado que comprende un complejo de domos de lava en la península de Alaska del estado de Alaska. También llamado Black Volcano o Sopka Chornaia.
La última erupción de Pico Black fue hace menos de 4.000 años, produjo una erupción explosiva con un índice de explosividad volcánica de 6 que creó una caldera. Los tobas del flujo de ceniza y los depósitos de bloques y cenizas de esta erupción explosiva viajaron por los valles de Ash Creek y Bluff Creek que alcanzan profundidades de 100 m.